# Barta Zsolt Péter
Barta Zsolt Péter (Eger, 1962. június 23. –) Balogh Rudolf-díjas magyar fotóművész, művészeti író, a Magyar Művészeti Akadémia rendes tagja.

## Életrajz
- 1962-ben született Egerben
- 1980-ban BGKVSZ
- 1982. elvégezte az MTV segédoperatőri iskoláját
- 1982 a Magyar Televízió munkatársa
- 1984-től szabadúszó fotográfusként dolgozik
- 1984-89 tagja a Fiatalok Fotóművészeti Stúdiójának
- 1989-től tagja a Magyar Fotóművészek Szövetségének
- 1994-től tagja a Magyar Alkotóművészek Országos Egyesületének(MAOE)
- 1994-99-ig művészeti szerkesztője a Fotó, később a Fotográfia című magazinnak
- 2008-tól a Nemzetközi Kepes Társaság tagja
- 2014-2017. a Magyar Művészeti Akadémia köztestületi tagja, közgyűlési képviselő
- 2016-2019. az NKA Fotóművészet Kollégiumának kurátora
- 2017-től. a Magyar Művészeti Akadémia levelező tagja
- 2019-2021. az NKA Fotóművészet Kollégiumának vezetője
- 2021-től. a Magyar Művészeti Akadémia rendes tagja

Művészeti írásai, tanulmányai, interjúi jelentek meg az Új Hölgyfutárban, Fotóban, Playboyban, a Photographers International-ben, az Imago-ban, a Fotóművészetben, a Fotomozaikban, a Fotográfia, az Új Művészet, a Zoom, a Digitális Fotó Magazin és a Műértő című lapokban.

## Díjak
- 1993. Szerencsejáték Rt. díja
- 1996. X. Esztergomi Fotográfiai Biennálé különdíj
- 2010. Balogh Rudolf-díj
- 2012. XVIII. Esztergomi Fotográfiai Biennálé fődíj

## Ösztöndíjak
- 1991–1994. Pécsi József fotóművészeti ösztöndíj
- 1993. Római Magyar Akadémia művészeti ösztöndíja
- 1993 a Magyar Hitel Bank Rt. művészeti ösztöndíja
- 1996 a Nemzeti Kulturális Alap André Kertész Ösztöndíj, Párizs
- 2008 a Nemzeti Kulturális Alap alkotói ösztöndíja
- 2012 a Nemzeti Kulturális Alap alkotói ösztöndíja
- 2014 a Nemzeti Kulturális Alap alkotói ösztöndíja

## Művei közgyűjteményben
- Musée de L'Elysée, Lausanne, Svájc
- International Polaroid Collection, Cambridge, USA
- Magyar Fotográfiai Múzeum, Kecskemét, Magyarország
- Bibliothéque Nationale, Párizs, Franciaország
- Galerie der Stadt Esslingen, Esslingen, Németország
- Museo Ken Damy, Brescia, Olaszország
- Museum of Fine Arts, Santa Fe, New Mexico, USA
- Zimmerli Art Museum, New Brunswick, USA
- Muzeális Gyűjtemény, Hévíz, Magyarország

## Egyéni kiállítások
- 1988 – TEST. Duna Galéria, Budapest
- 1992 – NATURES MORTES / POLAROID TRIPTYCHS Galerie Focale, Nyon, Switzerland
- 1993 – NATURES MORTES II. Dorottya utcai Galéria, Budapest
  - NUDI Museo Ken Damy, Brescia, Italy Galleria Ken Damy, Milano
- 1995 – NATURES MORTES III. Vasarely Múzeum, Pécs
- 1996 – ÚJ MUNKÁK. Bolt Galéria, Budapest
- 1998 – CODEX [Human] Bolt Galéria, Budapest
- 2005 – PAUSE. Miró Galéria, Fészek Galéria, Budapest
- 2006 – CODEX II. Városi Képtár, Székesfehérvár
- 2007 – CODEX [retro] Magyar Fotográfiai Múzeum, Kecskemét
  - CSARNOK Nessim Galéria, Budapest
- 2009 – X KÓD Nessim Galéria, Budapest
- 2010 – CSARNOK II. [újratöltve] Nessim Galéria, Budapest
- 2016 – CODEX [üvegház]. Artphoto Galéria, Budapest
- 2018 – TEKINTETTEL [Haid Attilával] Artphoto Galéria, Budapest
  - CODEX [tárgyak, jelenségek] Artphoto Galéria, Budapest
  - CODEX [növény] Muzeális Gyűjtemény, Hévíz
- 2022/23 – BARTA60- TESTEK Válogatás az életműből 1980-2022 Artphoto Galéria, Budapest

## Válogatott csoportos kiállítások
- 1984 ÖNKIOLDÓ 2. “ember” Gödöllői Galéria, Gödöllő
- 1985 IL NUDO NELLA FOTOGRAFIA DELL EST EUROPEO Accademia Albertina, Torino
- 1986 "HARMADIK" FIATAL FOTÓMŰVÉSZEK STÚDIÓJA Ernst Múzeum , Budapest
- 1987 HEDENDAAGSE HONGAARSE FOTOGRAFIE Canon Photo Gallery, Amsterdam
- 1988 JUNGE UNGARISCHE FOTOGRAFEN Galerie Treptow, East-Berlin
  - IL NUDO FOTOGRAFICO DELL'EUROPA ORIENTALE Galleria D'Arte Moderna, Bologna
- 1988/89 ZEITGENÖSSISCHE FOTOGRAFIE AUS UNGARN Galerie Fotohof, Salzburg
  - JUNGE UNGARISCHE FOTOGRAFEN Pumpe, West-Berlin
  - FOTOGRÁFIÁK. Vajda Lajos Stúdió, Szentendre
  - IL NUDO FOTOGRAFICO NELL’EUROPA DELL’EST Palazzo Correale, Sorrento, Italy
  - MÁS-KÉP Ernst Múzeum, Budapest
- 1990 CENT PHOTOGRAPHERS DE L'EST Musée de L’Elysée, Palais de Beaulieu, Lausanne
  - "NEGYEDIK" FIATAL FOTÓMŰVÉSZEK STÚDIÓJA Ernst Múzeum, Budapest
- 1991 THE WALL / THE FALL Colorado Photographic Arts Center, Denver, Colorado, USA
  - IL NUDO IN FOTOGRAFIA Fondazione Ragghianti, Lucca
  - IL NUDO IN FOTOGRAFIA Museo Ken Damy, Brescia
- 1992 XL FOTOGRÁFIÁK. Pajta Galéria, Salföld, 
  - SZÍNEZETT FOTOGRÁFIÁK, VIII. Fotográfiai Biennálé Rondella Galéria, Esztergom
  - 2. INTERNATIONALE FOTO-TRIENNALE Galerie der Stadt, Villa Merkel, Esslingen, Germany
- 1993. SZÍNEZETT FOTOGRÁFIÁK, VIII. Fotográfiai Biennálé Ernst Múzeum, Budapest 
  - MAGYAR FOTOGRÁFIA '93 Vigadó Galéria, Budapest
  - NU INCO-NU Museo Ken Damy, Brescia
- 1994. – PÉCSI JÓZSEF ÖSZTÖNDÍJASOK Dorottya utcai Galéria, Budapest
  - E U R O P A – E U R O P A Kunst und Ausstellungshalle der BRD, Bonn
  - CSOPORTKÉP Vigadó Galéria, Budapest
  - PHILOZOO (Month of Photography) Galéria Artotéka, Bratislava
- 1995 KORTÁRS MAGYAR FOTOGRÁFIA ‘95 Pécsi Galéria, Pécs
  - N MEMORIAM LÁSZLÓ MOHOLY-NAGY Galéria 56, Budapest
- 1996 K O N C E P T Pavilion of Art , Zagreb, Croatia
  - CONTEMPORARY HUNGARIAN PHOTOGRAPHY Month of Photography, Bratislava
  - SÍKFILM Balassa Bálint Múzeum, Esztergom
- 1997 L’ ARTE DELLA FOTOGRAFIA CONTEMPORANEA NELL’EUROPA DELL’ EST Museo Ken Damy, Brescia
  - REGARD SUR LA PHOTOGRAPHIE CONTEMPORAINE HONGROISE Galerie Vrais Reves, Lyon
  - RÉTROSPECTIVE 1996-1997 DE LA GALERIE VRAIS REVESRecontres Internationales de la Photographiel'Hotel du Musée, Arles
  - KORTÁRS MAGYAR FOTOGRÁFIA’97 Pécsi Galéria, Pécs
  - ÁLLATOK Bolt Galéria, Budapest
- 1998 KÉP ÉS SZÖVEG Bolt Galéria, Budapest
  - TAKE FIVE Magyar Fotográfiai Múzeum, Kecskemét
- 1999 HUNGARY TODAY Sarah Morthland Gallery , New York
  - ZEITGENÖSSISCHE FOTOGRAFIE AUS UNGARN Akademie der Künste, Berlin, Altes Rathaus, Potsdam
- 2000. 100 FOTOGRÁFUS 100 FÉNYKÉP A XX. SZÁZADBÓL Magyar Fotográfusok Háza, Budapest
- 2001 DIGITÁLIS TESTEK / VIRTUÁLIS LÁTVÁNYOSSÁGOK Ludwig Múzeum, Budapest
- 2002 NOW AND THEN Sarah Morthland Gallery, New York
- 2003 OFFLINE Csiga Galéria, Millenáris Park, Budapest
- 2004 TACITES OU INSOUPCONNÉES DES INTELLIGENCES FURTIVES ACB, Bar Le Duc, Franciaország
  - SZIMBIÓZIS II. Magyar Fotográfusok Háza, Budapest
- 2005 AKKU Budapest Galéria Kiállítóháza, Budapest
- 2006 TERMÉSZETES KÉPEK XV. Fotográfiai Biennálé Rondella Galéria, Esztergom
  - KIVÁLASZTOTT FÉNYKÉPEK MFSZ 1956-2006 Budapest Galéria, Budapest
- 2007 =DIGIT=0010100011010111000101 2B Galéria, Budapest
- 2008 LÉLEK ÉS TEST Szépművészeti Múzeum, Budapest
  - AQUA +műhely Nessim Galéria
  - A TUDOMÁNY KÉPEI, A KÉPEK TUDOMÁNYA A22 Galéria, Budapest
  - AK12 Balassi Intézet, Budapest Institut Hongrois, Párizs
- 2009 TRADITION AND RECEPTIVNESS Current Developments in Hungarian Photography Art Depoo Galeriis, Tallin, Estonia TR54, Tampere, Finland
  - FÉNYELÉS Magyar Fotográfusok Háza, Mai Manó Ház, Budapest
- 2010 HIÁNY Nessim Galéria, Budapest
- 2011 MAGYAR EU-ELNÖKSÉG INSTALLÁCIÓJA Justus Lipsius Ház, Brüsszel
  - NEMZETKÖZI KEPES TÁRSASÁG KIÁLLÍTÁSA Budapest Galéria, Budapest
- 2012 ENTRE CADAVRE ET BAGATELLE Grande Galerie, Institut Supérieur Des Beaux Arts, Besancon
  - TÁVMÉRŐ Fotográfiai munkák és látásrendszerek az elmúlt 50 évből Kepes Intézet, Eger
- 2012 POLAROID 65 Magyar Fotográfiai Múzeum, Kecskemét Esztergomi Vármúzeum, Rondella Galéria, Esztergom Kolta Galéria, Budapest
- 2013 MAGYAR FOTÓMŰVÉSZET AZ ÚJ ÉVEZREDBEN Magyar Nemzeti Galéria, Budapest
- 2013 FOTOFEVER, BRÜSSZEL Inda Galéria
- 2013 Művészet Malom, Szentendre
- 2013-2014 NKA 2012
- 2015 AZ ÖRÖKSÉG – Posztszocializmuson innen és túl, Magyar Fotográfiai Múzeum, Kecskemét
  - SELFI – a művészeti fotográfiában
  - Dorsy Galéria, Art Market,Millenáris, Budapest
- 2016 RÖGTÖN(ZÖTT) PORTRÉK-InstArc, Mai Manó Galéria, Budapest
  - KÉPEK ÉS PIXELEK- Fotóművészet és azon túl, Műcsarnok, Budapest
  - ÚJ SZERZEMÉNYEK 2006-2016, Magyar Fotográfiai Múzeum, Kecskemét
  - KÓPIÁK, Pajta Galéria, Salföld
  - MEGFOGHATATLAN XX. Esztergomi Fotográfiai Biennálé
  - Magyar Nemzeti Múzeum Vármúzeuma, Esztergom
  - B32 Galéria, Budapest
  - PÉCSI 25, Robert Capa Kortárs Fotográfiai Központ, Budapest
- 2017 TAK WIDZA Panorama fotografii wegierskiej. Nemzeti Múzeum, Varsó
  - KÉP / TÁRSAK Pesti Vigadó Galéria, Budapest
  - LÁTKÉP Az elmúlt félévszázad magyar fotográfiája 1967-2017 Robert Capa Kortárs Fotográfiai Központ, Budapest
  - FORMABONTÓK Neoavantgárd és Új hullám 1965-2005, Kepes Intézet, Eger
  - NKA 25, Kolta Galéria, Budapest
- 2019 KEREKES-BARABÁS PROJEKT, Artphoto Galéria, Budapest
  - THIS IS THE END Biennale de la Photographie de Mulhouse, Musée des Beaux-Arts, Mulhouse
  - A FÉNY KÉPEI, Műcsarnok, Budapest
- 2021 A NÖVÉNYEK EREJE, MANK Galéria, Szentendre
- 2022 GYŰJTÉS SZENVEDÉLYE Válogatás Medeleine Millot-Durrenberger gyűjteményéből, Mai Manó Galéria, Budapest
- 2023/24 ARTPHOTO 10 (2013-2023) Artphoto Galéria, Budapest

## Könyvek katalógusok
- IL NUDO FOTOGRAFICO NELL'EUROPA DELL'EST Gafis Edizioni, Bologna, 1988
- A FÉNYKÉP VARÁZSA Magyar Fotóművészek Szövetsége/Szabad Tér Kiadó, 1989
- IL NUDO IN FOTOGRAFIA Edizioni Del Museo Ken Damy, Brescia, 1991
- SENSAINA ONNATACHI Artman Club, Tokyo, 1991
- SZÍNEZETT FOTOGRÁFIÁK Magyar Képek, Esztergom, 1992
- 2. INTERNATIONALE FOTO-TRIENNALE Edition Cantz, Stuttgart, 1992
- MAGYAR FOTOGRÁFIA ‘93 Magyar Fotóművészek Szövetsége, Budapest, 1993
- EUROPA-EUROPA (BAND 1-4) Kunst- und Ausstellungshalle der BRD, Bonn, 1994
- MONTH OF PHOTOGRAPHY Edition FOTOFO, Bratislava, 1994
- FÉNYKÉPMŰVÉSZET Új Mandátum Kiadó, Budapest, 1994
- KORTÁRS MAGYAR FOTOGRÁFIA ‘95 Mecseki Fotóklub, Pécs, 1995
- ÚJ MUNKÁK Bolt Galéria, Budapest, 1996
- KONCEPT Hrvatski Fotosavez, Zagreb, 1996
- ÁLLATOK Bolt Galéria, Budapest, 1997
- KÉP ÉS SZÖVEG Bolt Galéria , Budapest, 1998
- TAKE FIVE Budapest, 1998
- ZEITGENÖSSISCHE FOTOGRAFIE AUS UNGARN Akademie der Künste, Berlin, 1999
- CONTEMPORARY HUNGARIAN PHOTOGRAPHY volume №1 Bolt Galéria, Budapest, 2001
- DIGITÁLIS TESTEK / VIRTUÁLIS LÁTVÁNYOSSÁGOK Ludwig Múzeum, Budapest, 2001
- AZ ÉV FOTÓI 2001 Viva Média Holding, Budapest, 2002
- REGARD HONGROIS / MAGYAR TEKINTETMai Manó Ház, Budapest, 2001
- INVIVABLE, In Extremis, Strasbourg, 2003
- TERMÉSZETES KÉPEK, XV. Esztergomi Fotográfiai Biennálé Esztergom, 2006
- KIVÁLASZTOTT FÉNYKÉPEK, Magyar Fotóművészek Szövetsége, Magyar Fotográfiai Múzeum, Budapest, 2006
- FÉNYEK ÉS TÉNYEK 50 éves a Magyar Fotóművészek Szövetsége, Folpress Kiadó, Magyar Fotóművészek Szövetsége, Budapest, 2006
- LÉLEK ÉS TEST, Szépművészeti Múzeum, Budapest, 2008
- AK 12 Szerkesztő/kurátor: Szarka Klára, Balassi Intézet, Budapest
- HAGYOMÁNY ÉS NYITOTTSÁG Mai magyar fotográfiai törekvések, Magyar Fotóművészek Szövetsége, Budapest, 2009
- FFS ANTOLÓGIA 1985-2009, Magyar Fotóművészek Szövetsége, Budapest, 2010
- POLAROID XVIII. Esztergomi Fotográfiai Biennálé, 2012
- MAGYAR FOTÓMŰVÉSZET AZ ÚJ ÉVEZREDBEN, Magyar Nemzeti Galéria kiadványai 2013/2, Budapest
- FOTÓMŰVÉSZET kortárs magángyűjteményekben, Edge Communications Kft, 2013 június, Budapest
- A FOTOGRÁFIA(?) ELMÉLETEI, Szilágyi Sándor, Vince Kiadó, Budapest, 2015
- KÉPEK ÉS PIXELEK – Fotóművészet és azon túl, Műcsarnok, Budapest, 2016
- PAJTAKÖNYV, Pajta Galéria, Salföld, 2016
- MEGFOGHATATLAN XX. Esztergomi Fotográfiai Biennálé, 2016
- Művelődés Háza Esztergom Nonprofit Kft., Esztergom, 2016
- KÉP / TÁRSAK, Magyar Művészeti Akadémia, Budapest, 2017
- FUGA 10 ÉV, Budapesti Építészeti Központ, Budapest, 2019
- MAGYAR MOZAIK / HUNGARIAN MOSAIC, Magyar Művészeti Akadémia, Budapest, 2020
- A FÉNY KÉPEI, Magyar Művészeti Akadémia, Műcsarnok Budapest, 2021
- A REMÉNY ÉVEI II. Magyar Nemzeti Galéria, Kepes Intézet, 2021

## Album
- -Barta Zsolt Péter: CODEX [Szerkesztette: Baki Péter] Magyar Fotográfiai Múzeum, Kecskemét, 2007 
-Barta Zsolt Péter : CSARNOK/HALL NKA, Budapest, 2009

## Bibliográfia
- Foto (Leusden) 1987/4. április
- Foto (Leusden) 1987/6. június
- Fotóművészet (Budapest) 1988/2.
- BANÁN Art and Freud (Budapest) 1989
- Fotóművészet (Budapest) 1989/4.
- Camera Austria (Graz) 1990 № 31/32.
- Titok (Budapest) 1990 №1.
- Erato 1990 2.sz Miltényi Tibor: A megidézett romantika
- Inter Art Actuel (Quebec) 1991 nov. № 52.
- Fotóművészet (Budapest) 1991/3. Lisbeth N.Kohloff: Levél Denverből
- Tribune de Geneve 1992/június 9.
- Fotóművészet (Budapest) 1992/2 Adamik Lajos: Paleofotográfia
- Auer Index des photographes de 1839 á nos jours 1992. Geneve
- Amerika Art and Cristoforo (Budapest) 1992
- Volt (Budapest) 1992. nov./dec. № 5
- Esti Hírlap (Budapest) 1993. jan.9. Korrigálhatatlan örökkévalóság
- Magyar Narancs (Budapest) 1993. jan. 14. Bakács Tibor: Tisztuló látás
- News Museo Ken Damy (Brescia) 1993. № 14. Nudi Ken Damy
- Magyar Napló 1993. szeptember Lugo: Fényképművészet
- Progresso Fotografico (Milano) 1993 szept. – Ken Damy
- Pécsi József Ösztöndíj 1994 Műcsarnok / Dorottya galéria
- Fotóművészet (Budapest) 1994 3-4 sz.
- FOTO (Budapest) 1994/1. május
- Dunántúli Napló (Pécs) 1995. Aknai Tamás: Arcélek, tárgyak, életek
- Népszabadság (Budapest) 1995. szept. 22.
- Törökfürdő (Budapest) 1995/1.
- Magyar Lettre Internationale (Budapest) 1995 № 19. tél
- Balkon (Budapest) 1996/1,2 január, február
- Törökfürdö (Budapest) 1996/1.
- Photonews (Brescia) 1997 Gennaio
- Balkon (Budapest) 1997/10,11. Szűcs Károly: Kortárs Magyar Fotográfia / ’97 ősz
- Imago (Bratislava) 1998 № 6. Summer
- Népszabadság (Budapest) 1998. július 13. Daniss Győző: A cápa utána kiáltott
- Frankfurter Rundschau (Frankfurt) 1999. október 13.
- Photophile (New York) 1999. Winter
- NewYorkTimes 1999. május 9. Lyle Rexer: Unshackled to Capture Their Country...
- Fénykép az ezredfordulón (szerkesztette: Szarka Klára) 2000. MFSZ/Budapest
- Fotóművészet 2005. 5-6 sz.
- Árgus 2006/3 Tódor János: A frenológiától a Koponyabolygóig
- Fotóművészet 2007 4.szám Tímár Péter: A gótika parafrázisa
- ZOOM 2008 ősz-tél
- Unit 2008 / 7. október A +műhely kiállítása: Aqua
- ZOOM 2009 tél
- Fotóművészet 2010 2.sz Tímár Péter: Barta Zsolt Péter, Csarnok
- Fotóművészet 2012 3.sz
- Új Művészet 2017 március
- Forrás (Hévíz) 2018/11 május Tóth András: Tisztaság és szorgalom nélkül nincs művészeti teljesítmény
- Fotóművészet 2022 4. sz Palotai János: Barta 60 Testek
- Balkon 2023 8. sz. Palotai János Fotográfiák és filozófiák

## Kurátor
- PHILOZOO (Month of Photography) – Galéria Artotéka, Pozsony
- MOI PERSONNELLEMENT, ANDRÉ KERTÉSZ – Institut Hongrois de Paris, Párizs
- 2007 =DIGIT=0010100011010111000101 [Kerekes Gáborral] – 2B Galéria, Budapest
- 2008 AQUA – Nessim Galéria, Budapest
- 2014 STARS & SCIENCE (Kerekes Gábor fotói) – Stephen Bulger Gallery, Toronto
- 2015 ZÓNA (Kerekes Gábor fotói) Artphoto Galéria, Budapest
- 2015 SELFIE IN FINE ART PHOTOGRAPHY Art Market / Art Photo Dorsy Galéria, Budapest
- 2017 ISMERETLEN KÉPEK (Kerekes Gábor fotói) Artphoto Galéria, Budapest
- 2018 TEKINTETTEL (Barta Zsolt Péter és Haid Attila fotói) Artphoto Galéria, Budapest
- 2021 IDŐKAPU (Szántó Szabolcs fotói) Artphoto Galéria, Budapest
- 2023 KARL BLOSSFELDT WUNDER IN DER NATUR / A TERMÉSZET CSODÁI heliogravürök/photogravures 1942 Artphoto Galéria, Budapest

## Visszhangok
A fény keresésénél pedig mi lehetne fontosabb egy fotográfusnak. Konkrét és átvitt értelemben is. Barta Zsolt Péter pályáját a teoretikus céltudatosság és művészi ösztönösség, az állandó útkeresés és megrendíthetetlen alkotói vízió emberi és művészi kohéziója jellemzi és foglalja keretbe. 
Fotográfusként nemcsak alkot, hanem kutat, ír, mentorál, életműveket dolgoz fel és archívumot kezel, és nem utolsósorban folyamatosan művészetet szervez, bármely csúnyán is hangzik ezt így megfogalmazni. Igazi „Imago doctus”, a kép mindentudója, legyen szó a kép megalkotásáról, elemzéséről, materiális létrehozásáról, szóban vagy írásban történő megfogalmazásáról.
Borbély László (Artphoto Galéria) laudációja